# La catástrofe de la Martinica
La catástrofe de la Martinica (Éruption volcanique à la Martinique) es  una cortometraje mudo de la productora francesa Star Film del año 1902, dirigido y protagonizado por Georges Méliès. 

## Trama
El Monte Pelée se cierne sobre la ciudad de Saint-Pierre. El fuego y el humo se elevan desde el cráter; luego la lava comienza a derramarse por las laderas de la montaña. El pueblo pronto se ve envuelto en humo y llamas.

## Producción
La película es uno de los ejemplos más frecuentemente citados  de noticieros reconstruidos por Georges Méliès donde se  escenificaron recreaciones de eventos actuales cómo está erupción ocurrida en 1902.
El historiador del cine Pierre Lephrohon dijo que el poeta Guillaume Apollinaire una vez le preguntó al propio Méliès cómo había hecho "La erupción del monte Pelee" a lo que Méliès dijo simplemente: "Fotografiando cenizas y tizas". Apollinaire comentó entonces a un amigo que estaba presente: "Monsieur y yo tenemos la misma ocupación, encantamos con materiales ordinarios."